# 아르자마스

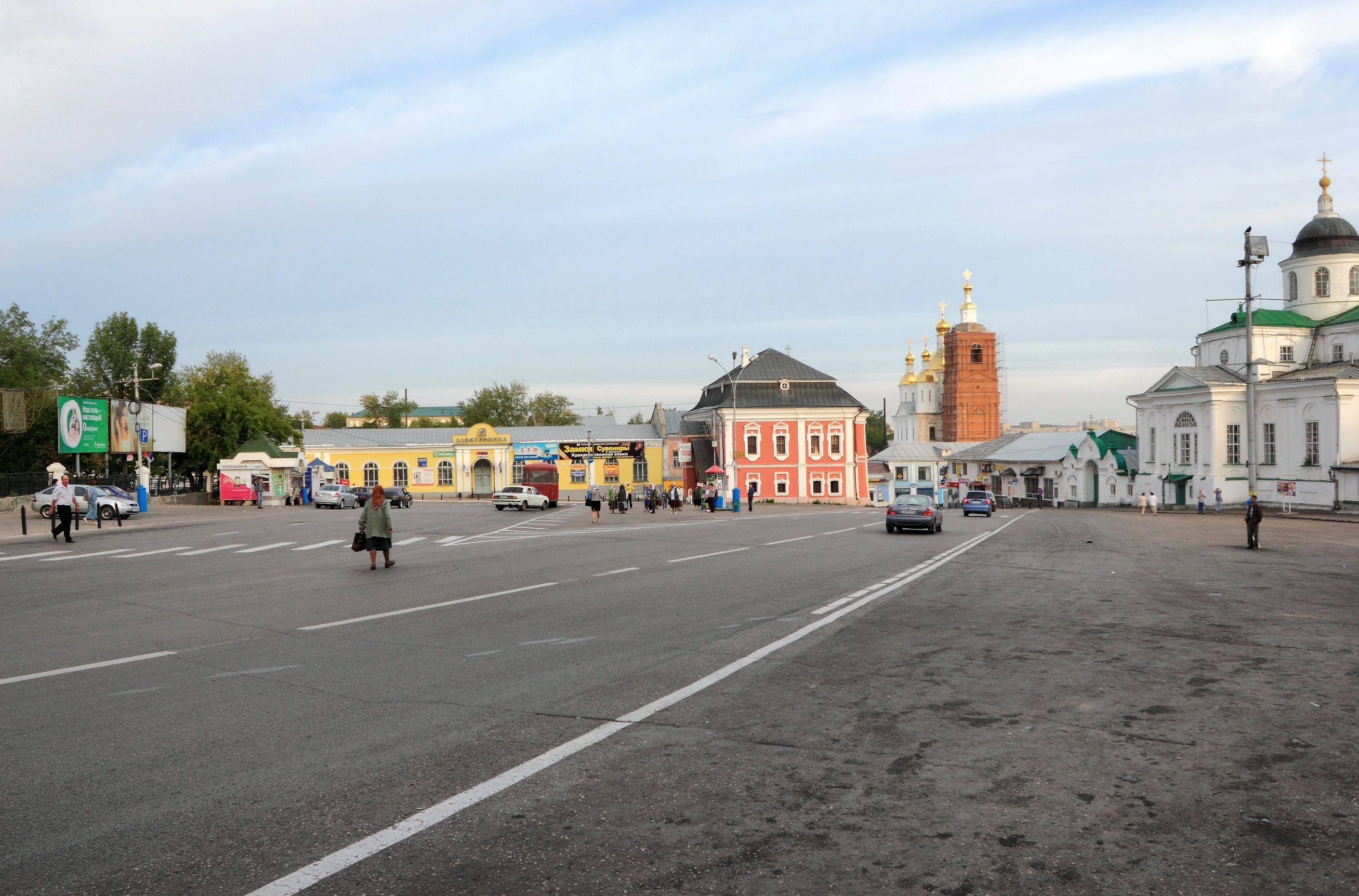

아르자마스(러시아어: Арзама́с)는 러시아 연방의 니즈니노브고로드주의 도시이다. 오카강의 지류 초샤강의 우안에 위치한다. 인구는 104,000명이다. 1578년 이반 4세에 의해 요새가 설립되었으며 1781년에는 도시 지위를 부여받았다.

## 이 도시의 유명인
- 알렉산드르 푸시킨(Александр Пушкин)
- 레프 톨스토이(Лев Толстой)
- 블라디미르 코롤렌코(Владимир Короленко)
- 바실리 단첸코(Василий Немирович-Данченко)
- 레오니트 안드레예프(Леонид Андреев)
- 막심 고리키(Максим Горький)
- 아르카디 가이다르(Аркадий Гайдар) — 러시아의 작가
- 마리나 오를로바(Марина Орлова) - 미국에서 유튜브 동영상을 통해 활동하는 언어학자

## 같이 보기
- 사로프